# Intel vPro
La tecnologia Intel vPro és un terme de màrqueting general utilitzat per Intel per a una gran col·lecció de tecnologies de maquinari informàtic, com ara VT-x, VT-d, Trusted Execution Technology (TXT) i Intel Active Management Technology (AMT). Quan es va llançar la marca vPro (al voltant de 2007), es va identificar principalment amb AMT, per la qual cosa alguns periodistes encara consideren que AMT és l'essència de vPro.

## Característiques de vPro
Intel vPro és una marca per a un conjunt de funcions de maquinari de PC. Els ordinadors que admeten vPro tenen un processador habilitat per a vPro, un conjunt de xips habilitat per a vPro i una BIOS habilitat per a vPro com a elements principals.
Un PC vPro inclou:
- Processadors Xeon o Core multinucli, multifils.[11][12]
- La tecnologia Intel Active Management (Intel AMT), un conjunt de funcions basades en maquinari adreçades a les empreses, permeten l'accés remot a l'ordinador per a tasques de gestió i seguretat, quan un sistema operatiu està apagat o l'ordinador està apagat.[13][14] Cal tenir en compte que AMT no és el mateix que Intel vPro; AMT és només un element d'un PC vPro.
- Tecnologia de configuració remota per a AMT, amb seguretat basada en certificats. La configuració remota es pot realitzar en sistemes "barebones", abans que s'instal·lin el sistema operatiu i/o els agents de gestió de programari.[13][14][15]
- Connexió de xarxa per cable i sense fil (ordinador portàtil).[14]
- Intel Trusted Execution Technology (Intel TXT),[14][16][17][18] que verifica un entorn de llançament i estableix l'arrel de confiança, que al seu torn permet al programari construir una cadena de confiança per a entorns virtualitzats. Intel TXT també protegeix els secrets durant les transicions de potència tant per a parades ordenades com desordenades (un període tradicionalment vulnerable per a les credencials de seguretat).
- Compatibilitat amb IEEE 802.1X, Cisco Self Defending Network (SDN) i Microsoft Network Access Protection (NAP) en ordinadors portàtils i suport per a 802.1x Cisco SDN en ordinadors d'escriptori.[19][20] El suport d'aquestes tecnologies de seguretat permet que Intel vPro emmagatzemi la postura de seguretat d'un ordinador perquè la xarxa pugui autenticar el sistema abans que el sistema operatiu i les aplicacions es carreguin, i abans que l'ordinador pugui accedir a la xarxa.[16]
- Tecnologia de virtualització Intel, que inclou Intel VT-x per a CPU i memòria, i Intel VT-d per a E/S, per admetre entorns virtualitzats (aquestes funcions també són compatibles sense vPro). Intel VT-x accelera la virtualització de maquinari que permet crear regions de memòria aïllades per executar aplicacions crítiques en màquines virtuals de maquinari per tal de millorar la integritat de l'aplicació en execució i la confidencialitat de les dades sensibles.[16][21] Intel VT-d exposa espais d'adreces de memòria virtual protegits a perifèrics DMA connectats a l'ordinador mitjançant busos DMA, mitigant l'amenaça que representen els perifèrics maliciosos.
- Executeu un bit de desactivació que, quan és compatible amb el sistema operatiu, pot ajudar a prevenir alguns tipus d'atacs de desbordament de memòria intermèdia.[22]

La 12a generació de processadors Intel Core va introduir quatre plataformes diferents: vPro Essentials, vPro Enterprise per a Windows, vPro Enterprise per a Chrome i vPro Evo Design. La diferència de vPro Essentials és que no admet algunes funcions: control remot KVM fora de banda, Intel® AMT sense fil, trucada ràpida per demanar ajuda, Intel® Remote Secure Erase amb Intel® SSD Pro. Els processadors Intel que admeten vPro Essentials utilitzen Intel Standard Manageability (un subconjunt d'Intel AMT) que admet la gestió fora de banda i es pot supervisar amb la funció "Access Monitor".